# Sanskrit

Das Wort „Sanskrit“ im Nominativ Singular in Devanagari-Schrift; Schreib- und Leserichtung ist von links nach rechts

Sanskrit (Eigenbezeichnung संस्कृत saṃskṛta, wörtlich „zusammengesetzt, geschmückt, gebildet“) bezeichnet die verschiedenen Varietäten des Altindischen. Die älteste Form ist die Sprache der Veden, einer Sammlung religiöser mündlicher Überlieferungen im Hinduismus. Ihre Entstehung und Konsolidierung wird grob auf 1200 v. Chr. datiert, jedenfalls ins zweite vorchristliche Jahrtausend. Das klassische Sanskrit wurde um 400 v. Chr. durch die Grammatik des Panini kodifiziert.
Oft – vor allem im englischen Sprachraum – wird Sanskrit ungenau auch für die unbearbeitete, mündlich überlieferte vedische Sprache insgesamt verwendet. Sanskrit ist die wichtigste Sprache im Hinduismus und war Sprache im gesamten südasiatischen Raum. Sanskrit verbreitete sich so wie der Buddhismus und Hinduismus in Zentralasien, Südostasien und Teilen Ostasiens und wurde zu einer der wichtigsten Kultur- und Herrschafts-Sprachen. Sanskrit ist die klassische Sprache der Brahmanen.
Das um 1200 v. Chr. übliche Vedische unterscheidet sich jedoch noch vom klassischen Sanskrit. Sanskrit wird seit einigen Jahrhunderten hauptsächlich in Devanagari-Schrift geschrieben, gelegentlich jedoch auch in lokalen Schriften (das erste gedruckte Werk in Sanskrit erschien in Bengali-Schrift). Das moderne Sanskrit, welches laut Zensus von einigen Indern als Muttersprache angegeben wird, ist immer noch die heilige Sprache der Hindus, da alle religiösen Schriften von den Veden und Upanishaden bis zur Bhagavad-Gita auf Sanskrit verfasst wurden und häufig auch so vorgetragen werden. Auch für religiöse Rituale wie Gottesdienste, Hochzeiten und Totenrituale ist es noch heute unerlässlich.
Beispiele für Lehnwörter im Deutschen, die sich auf Sanskrit zurückführen lassen, auch wenn ihre Entlehnung zu einem späteren Zeitpunkt erfolgte, sind: Arier, Aschram, Avatar, Bhagwan, Chakra, Guru, Dschungel, Lack, Ingwer, Orange, Kajal, Karma, Mandala, Mantra, Moschus, Nirwana, Swastika, Tantra, Yoga.

## Bedeutung und Verbreitung
Für Südasien spielt Sanskrit eine ähnliche Rolle wie das Latein für Europa oder das Hebräische bzw. Aramäische für die heutigen bzw. antiken Juden. Zahlreiche überlieferte religiöse, philosophische und wissenschaftliche Texte sind in Sanskrit verfasst. Die Rolle einer Sondersprache hatte Sanskrit schon im indischen Altertum. Sanskrit steht im Gegensatz zu dem volkstümlichen Prakrit, einer Gruppe mittelindischer gesprochener Dialekte, zu der auch Pali zählt. Obwohl viele buddhistische Texte später in Sanskrit verfasst wurden, soll Siddharta Gautama selbst eine volkstümlichere Sprachvariante wie Pali oder Ardhamagadhi bevorzugt haben.
Bei der indischen Volkszählung 2011 gaben etwa 25.000 Menschen Sanskrit als ihre Muttersprache an. Aktuelle Bemühungen gehen dahin, Sanskrit selbst als Lebendiges Sanskrit wiederzubeleben, auch indem neue Wörter für moderne Gegenstände entwickelt und junge Leute dazu motiviert werden, sich in dieser Sprache zu verständigen. Es gibt Zeitungen und Radiosendungen in Sanskrit. In den meisten Schulen der Sekundarstufe im modernen Indien (besonders dort, wo die Staatssprache Hindi gesprochen wird) wird Sanskrit als dritte Sprache nach Hindi und Englisch gelehrt.
|
Im Rahmen des Hindu-Nationalismus gibt es Tendenzen, in Hindi die Begriffe arabischen und persischen Ursprungs durch Sanskrit-Begriffe zu ersetzen und so die Sprache von Fremdeinflüssen zu „reinigen“. Diese Entwicklung dauert noch an, so dass die lexikalischen Unterschiede zwischen Urdu und Hindi auf der Ebene der gehobenen Schriftsprache größer werden.

## Geschichte
Die vedische Sprache ist die älteste Form der indoarischen Sprachen; Spuren von älterem Indo-Arisch finden sich nur in Überlieferungen aus dem Mitanni-Reich in Anatolien. Aus ihr entstanden moderne Sprachen wie Hindi-Urdu, Bengalisch, Marathi, Kashmiri, Panjabi, Nepalesisch und Romani. Vedisches Sanskrit (Vedisch) ist eine archaische Form des Sanskrit, in der die vier heiligen Veden der Hindus verfasst wurden. Vedisches Sanskrit unterscheidet sich von Klassischem Sanskrit in etwa wie Homerisches Griechisch von Klassischem Griechisch. In beiden Sanskritversionen gibt es eine große Anzahl an Wortentlehnungen aus den dravidischen Sprachen. Zu ihren wichtigsten Unterschieden zählen:
- Mindestens drei Phoneme des Vedischen Sanskrit gingen verloren: der stimmlose bilabiale Frikativ (/⁠ɸ⁠/), der stimmlose velare Frikativ (/x/) und der stimmhafte laterale retroflexe Approximant (/⁠ɭ⁠/).
- Der Modus Konjunktiv (Subjunktiv) taucht im klassischen Sanskrit nicht mehr auf.
- Vedisches Sanskrit hatte ungefähr zwölf Möglichkeiten, den Infinitiv zu bilden; klassisches Sanskrit hat nur eine.

Sanskrit wurde im Gegensatz zum Prakrit als die reine und heilige Sprache bewertet und war immer eine Hoch- beziehungsweise Literatursprache für religiöse und wissenschaftliche Themen. Viele Sanskrittexte wurden mündlich überliefert, bevor sie in späteren Jahrhunderten (oft erst im Mittelalter) niedergeschrieben wurden. Das gilt auch für die älteste erhaltene Grammatik zum Sanskrit von Pāṇini, der bereits im 5. und 4. Jahrhundert vor Chr. in seinem Werk Ashtadhyayi in fast 4000 Regeln die Sprache Sanskrit genau beschrieb. In seiner ausgeklügelten Systematik entwickelte er präzise Konzepte zur Beschreibung von Phonemen, Morphemen und Wurzeln, die in analoger Form in der westlichen Linguistik erst rund 2500 Jahre später erschienen.

## Verwandtschaft mit anderen Sprachen
Die indoarischen Sprachen der indoeuropäischen Sprachfamilie haben einen gemeinsamen Ursprung mit fast allen modernen europäischen Sprachen, aber auch mit den klassischen Sprachen wie Latein und Persisch. Die Verwandtschaft kann beispielsweise mit den Wörtern für ‚Mutter‘ und ‚Vater‘ illustriert werden: mātṛ und pitṛ im Sanskrit (Nominativ: mātā und pitā); māter und pater im Latein sowie mātar und pitar im Altiranischen. Der Begriff yoga geht wie das lateinische iugum auf die gemeinsame Wurzel *yewg zurück (deutsch Joch, das aus derselben Wurzel hervorgegangen ist).
Auch das lateinische Wort deus ‚Gott‘ (nicht aber das altgriechische theos, wohl aber der Göttername Zeus) entspricht dem Sanskritwort deva ‚Gott‘. Lateinisch esse ‚sein‘ geht auf die gleiche indogermanische Wurzel wie das indische as ‚sein‘ zurück; das Perfekt fuisse wie das englische be und das deutsche bin auf die gleiche wie Sanskrit bhu (ebenfalls ‚sein‘).
Bemerkenswert ist zudem die ähnliche Grundstruktur der Grammatik, etwa Geschlechter, Funktion der Kasus (Fälle), Tempora (Zeitgefüge), Modi: Zum Beispiel ist die Endung der Wir-Form in der einfachen Gegenwart im Sanskrit -mah, im Latein -mus, im Altgriechischen -men, im Althochdeutschen -mes. Im Sanskrit sind alle acht Fälle, die für die indogermanische Ursprache rekonstruiert wurden, erhalten geblieben (siehe dazu im Abschnitt Grammatik).
Die Ähnlichkeiten zwischen Latein, Griechisch und Sanskrit spielten eine wichtige Rolle für die Entwicklung der Indogermanistik; erst als im Rahmen der Kolonialisierung Europäer nach Indien kamen und begannen, indische Literatur zu übersetzen, wurde die auffallende Ähnlichkeit der Sprachen entdeckt.
Bereits in das Vedische sind Wörter anderer Sprachen eingeflossen. Im Rigveda sind etwa vier Prozent der Wörter nicht-indoarischen Ursprungs. Hierbei handelt es sich um Begriffe aus den austroasiatischen sowie dravidischen, jedoch auch aus den sinotibetischen Sprachen.

## Phonologie und Schrift
Klassisches Sanskrit hat 48 Phoneme, vedisches Sanskrit hat 49. Vedisches und Klassisches Sanskrit verwenden die scriptura continua. Dem Sanskrit liegt infolge des Sandhis als Orthographie- bzw. Grammatikprinzip das phonemische zugrunde, d. h., die Schreibung richtet sich nach der Lautung. Im Gegensatz dazu basiert die Orthographie der modernen indoarischen Sprachen wie auch z. B. der deutschen Sprache auf dem morphologischen oder Stammprinzip.

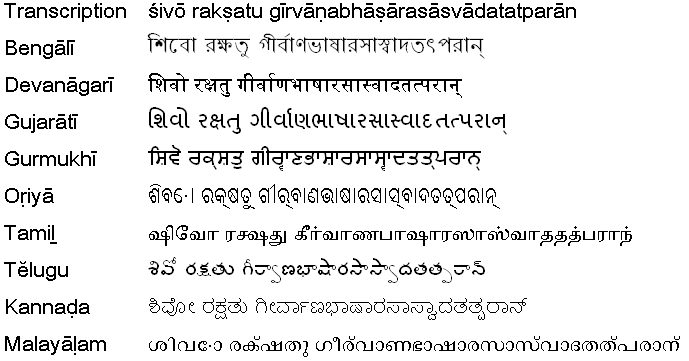
Sanskrit-Text in verschiedenen Schriften geschrieben: „Möge Shiva segnen, wem Sprache der Götter gefällt.“ (Kalidasa).

Die Phoneme werden hier in ihrer traditionellen Reihenfolge beschrieben:
Vokale, Okklusive (Plosive und Nasale geordnet nach dem Artikulationsort, von hinten nach vorne) und schließlich Approximanten und Sibilanten.
Die Transliteration erfolgt in den beiden Systemen IAST (International Alphabet of Sanskrit Transliteration) und ITRANS (Indian Languages Transliteration).

### Vokale
Die grammatischen und phonologischen Begriffe des Sanskrit stimmen nicht immer mit den uns vertrauten überein. Dem Begriff der 16 Matrika (मातृका mātṛkā „(göttliche) Mütter“) bzw. Shakti (शक्ति „(göttliche) Kräfte“) entspricht nicht ganz unserer Auffassung von einem Vokal, da hier auch die Laute für ṛ, ṝ und ḷ erscheinen und außer den vokalischen Phonemen auch Anusvara (ṁ) und Visarga (ḥ) dazu gehören.
Traditionell werden die vokalischen Phoneme nach Artikulationsort und Länge angeordnet, wobei jeder kurze (ह्रस्व hrasva „kurz“) Laut eine lange (दीर्घ dīrgha „lang“) Entsprechung hat.
Die fünf im Sanskrit unterschiedenen Artikulationsorte oder Mundpositionen sind:
- kaṇṭhya (कण्ठ्य „im Rachen“): velare (oder auch gutturale) Laute, die am Gaumensegel (velum) entstehen
- tālavya (तालव्य „am Gaumen“): palatale Laute, die am Gaumen (palatum) entstehen
- mūrdhanya (मूर्धन्य „am Kopf“): retroflexe (oder auch zerebrale) Laute, die bei Annäherung der Zunge an den Zahndamm entstehen
- dantya (दन्त्य „an den Zähnen“): dentale Laute, die an den Zähnen (dentes) gebildet werden
- oṣṭhya (ओष्ठ्य „an den Lippen“): labiale Laute, die mit den Lippen (labia) gebildet werden

Diese Unterscheidung nach Mundpositionen findet auch bei der Kategorisierung der 25 Okklusive Verwendung. Im Fall eines Vokals entsteht dabei der Laut durch Annäherung an den Artikulationsort, im Fall des Konsonanten durch Verschlussbildung am Artikulationsort.
Die traditionelle Anordnung der Vokallaute des Sanskrit nach Mundposition und Länge ist folgende:
| Gruppe          | Artikulationsort Mundposition           | kurz hrasva | kurz hrasva | lang dīrgha | lang dīrgha |
| Gruppe          | Artikulationsort Mundposition           | Devanagari  | IAST        | Devanagari  | IAST        |
| --------------- | --------------------------------------- | ----------- | ----------- | ----------- | ----------- |
| einfach         | velar (kanthya)                         | अ           | a           | आ           | ā           |
| einfach         | palatal (talavya)                       | इ           | i           | ई           | ī           |
| einfach         | labial (oshthya)                        | उ           | u           | ऊ           | ū           |
| konsonantisch   | retroflex (murdhanya)                   | ऋ           | ṛ           | ॠ           | ṝ           |
| konsonantisch   | dental (dantya)                         | ऌ           | ḷ           | ॡ           | ḹ           |
| zusammengesetzt | velar + palatal (कण्ठतालव्य kaṇṭhatālavya) | ए           | e           | ऐ           | ai          |
| zusammengesetzt | velar + labial (कण्ठोष्ठ्य kaṇṭhoṣṭhya)     | ओ           | o           | औ           | au          |

Die langen Vokale werden etwa doppelt so lang wie ihre kurzen Gegenstücke ausgesprochen, deren Länge eine prosodische Einheit, ein Matra (मात्रा mātrā „Maß“), entspricht.
Darüber hinaus existiert für die meisten Vokale eine dritte Quantitätsstufe ‚sehr lang‘ (प्लुत pluta „langgezogen“), die zum Beispiel im Vokativ Anwendung findet und mit drei mātrā Länge ausgesprochen wird. In der Schrift wird die Überlänge durch die nachgestellte Ziffer 3 notiert, zum Beispiel ka mit überlangem a-Vokal erscheint in der Umschrift als ka3 und in Devanagari als क३.
Der Laut des ṝ entsteht, wenn die bei Aussprache eines langgezogenen i-Vokals die Zunge nach hinten gehoben wird wie zur Aussprache eines gerollten r’s. Wenn ein nachfolgender Vokal ein Senken der Zungenposition erfordert, entsteht ein angedeuteter i-Laut, weshalb in der Transkription ṛ meist durch „ri“ wiedergegeben wird, beispielsweise in der Umschrift von कृष्ण (kṛṣṇa) als Krishna.
In gleicher Weise entsteht der Laut des ḹ durch eine Bewegen der Zungenspitze von der Aussprache eines langgezogenen i-Lauts zur l-Position, wobei die lange Form des ḷ praktisch nirgends erscheint und augenscheinlich in Analogie zu den anderen Vokalen hinzugefügt wurde, um eine Symmetrie von langen und kurzen Vokalen zu komplettieren.
Die Sanskrit-Grammatiker klassifizieren e und o auch als zusammengesetzt, also als Diphthonge, aber sie werden als Monophthonge ausgesprochen. Dem (relativ) kurzen (hrasva) e entspricht dann als lange (dirgha) ai und dem o das au.
Die folgende Tabelle zeigt die 14 vokalischen Phoneme in der lexikographischen Ordnung in Vollform, Halbform, Kombination mit dem Konsonanten mit प (p), Umschrift und Lautbeispiel:
| Devanāgarī | Devanāgarī | Devanāgarī  | Aussprache (IPA) | Umschrift | Umschrift | Länge | Lautbeispiel                             |
| Vollform   | Halbform   | Kombination | Aussprache (IPA) | IAST      | ITRANS    | Länge | Lautbeispiel                             |
| ---------- | ---------- | ----------- | ---------------- | --------- | --------- | ----- | ---------------------------------------- |
| अ          |            | प           | /⁠ə⁠/              | a         | a         | kurz  | wie e in alte                            |
| आ          | ा           | पा           | /⁠ɑː⁠/             | ā         | A         | lang  | wie a in Vater                           |
| इ          | ि           | पि           | /⁠i⁠/              | i         | i         | kurz  | wie i in singen                          |
| ई          | ी           | पी           | /⁠iː⁠/             | ī         | I         | lang  | wie ie in Spiel                          |
| उ          | ु           | पु           | /⁠u⁠/              | u         | u         | kurz  | wie u in Hund                            |
| ऊ          | ू           | पू           | /⁠uː⁠/             | ū         | U         | lang  | wie u in tun                             |
| ऋ          | ृ           | पृ           | /⁠ɻ⁠/              | ṛ         | RRi       | kurz  | ungefähr wie ir in American English bird |
| ॠ          | ॄ           | पॄ           | /⁠ɻː⁠/             | ṝ         | RRI       | lang  |                                          |
| ऌ          | ॢ           | पॢ           | /⁠ɭ⁠/              | ḷ         | LLi       | kurz  | ungefähr wie l in Englisch handle        |
| ॡ          | ॣ           | पॣ           | /⁠ɭː⁠/             | ḹ         | LLI       | lang  |                                          |
| ए          | े           | पे           | /⁠eː⁠/             | e         | e         | lang  | wie e in dem                             |
| ऐ          | ै           | पै           | /⁠əi⁠/ oder /⁠ai⁠/   | ai        | ai        | lang  | wie ei in heilig                         |
| ओ          | ो           | पो           | /⁠οː⁠/             | o         | o         | lang  | wie o in rot                             |
| औ          | ौ           | पौ           | /⁠əu⁠/ oder /⁠au⁠/   | au        | au        | lang  | wie au in Haus                           |

Zu den Shakti gezählt werden noch Anusvara und Visarga. Im Sanskrit können alle Vokale nasaliert werden. Das Anusvara (IAST ṃ, Devanagari ं) zeigt entweder die Nasalierung des vorhergehenden Vokals oder einen zum folgenden Konsonanten homorganen Nasal an. Das Visarga (IAST ḥ, Devanagari ः) modifiziert einen vorangehenden Vokal, indem es bei der Aussprache ein leichtes Echo folgen lässt, so könnte zum Beispiel aḥ als [ɐhᵄ] realisiert werden.
Das Auslassen des impliziten Vokals wird in Devanagari durch das diakritische Zeichen Virama (्) verwendet. Ein Konsonantenzeichen ohne Vokalzeichen oder Virama bedeutet, dass ihm der kurze Vokal schwa (/⁠ə⁠/) folgt.

### Konsonanten
Die folgende Tabelle zeigt die traditionelle Anordnung der 25 Konsonanten des Sanskrit, die Okklusive sind, bei denen also bei der Artikulation der Atemstrom blockiert wird. Im Sanskrit werden diese Sparsha (स्पर्श sparśa „berührend“) genannt, da es bei ihrer Artikulation zu einem Kontakt von Artikulator und Artikulationsort kommt.
Wie auch bei den Vokalen werden die Okklusive nach Mundposition in fünf Gruppen (Sanskrit वर्ग varga) eingeteilt. Jede hier als Tabellenzeile erscheinende Gruppe wird entsprechend dem Namen des ersten Konsonanten benannt, die Konsonanten der ersten Zeile bilden demnach die ka-varga. Die Konsonanten der dritten Gruppe (ṭa-varga) sind in der IAST-Umschrift durch einen unter den betreffenden Buchstaben gesetzten Punkt markiert, wodurch sie sich von den Konsonanten der vierten Gruppe (ta-varga) unterscheiden.
Die Gruppierung in den Spalten richtet sich danach, ob der Konsonant stimmhaft (घोष ghoṣa), stimmlos (अघोष aghoṣa) oder nasal (अनुनासिक anunāsika) ist.
Weiter wird nach Aspiration unterschieden, also zwischen nicht aspirierter (अल्पप्राण alpaprāṇa „wenig Atem“) und aspirierter (महाप्राण mahāprāṇa „viel Atem“) Aussprache.
| Artikulationsort / Mundposition | stimmlos (aghoṣa)           | stimmlos (aghoṣa)     | stimmhaft (ghoṣa)           | stimmhaft (ghoṣa)     | nasal                       |
| Artikulationsort / Mundposition | nicht aspiriert (alpaprāṇa) | aspiriert (mahāprāṇa) | nicht aspiriert (alpaprāṇa) | aspiriert (mahāprāṇa) | nicht aspiriert (alpaprāṇa) |
| ------------------------------- | --------------------------- | --------------------- | --------------------------- | --------------------- | --------------------------- |
| velar (kanthya)                 | क k                         | ख kh                  | ग g                         | घ gh                  | ङ ṅ                         |
| palatal (talavya)               | च c                         | छ ch                  | ज j                         | झ jh                  | ञ ñ                         |
| retroflex (murdhanya)           | ट ṭ                         | ठ ṭh                  | ड ḍ                         | ढ ḍh                  | ण ṇ                         |
| dental (dantya)                 | त t                         | थ th                  | द d                         | ध dh                  | न n                         |
| labial (oshthya)                | प p                         | फ ph                  | ब b                         | भ bh                  | म m                         |

Die folgende Tabelle zeigt die acht Laute des Sanskrit, die weder vokalisch (shakti) noch Okklusive (sparsha), also Kontinuanten sind. Sie werden unterteilt in vier Approximanten, die als antahstha (अन्तःस्थ antaḥstha „in der Mitte zwischen [Vokalen und Konsonanten]“) bezeichnet werden, und vier Sibilanten, die als ushman (ऊष्मन् ūṣman „heißer, zischender Dampf“) bezeichnet werden.
Die Approximanten gelten dabei als stimmhaft (ghoṣa), die Sibilanten als stimmlos (aghoṣa) und aspiriert (mahāprāṇa). Der letzte Konsonant h, der eigentlich kein Sibilant ist, gilt dabei auch als ushman, ist aber stimmhaft und wird dabei mit den Sibilanten eingeordnet.
|             | palatal (talavya) | retroflex (murdhanya) | dental (dantya) | labial (oshthya) |
| ----------- | ----------------- | --------------------- | --------------- | ---------------- |
| Approximant | य y               | र r                   | ल l             | व v              |
| Sibilant    | श ś               | ष ṣ                   | स s             | ह h              |

Die folgende Tabelle zeigt die Konsonanten des Sanskrit sowohl in Vollform, als auch in der Halbform, die in Ligaturen (siehe unten) erscheint, gefolgt von Umschrift, Aussprache und Aussprachebeispiel.
| Devanāgarī | Devanāgarī | Umschrift | Umschrift | Aussprache (IPA) | Lautbeispiel              |
| Vollform   | Halbform   | IAST      | ITRANS    | Aussprache (IPA) | Lautbeispiel              |
| ---------- | ---------- | --------- | --------- | ---------------- | ------------------------- |
| क          | क्          | k         | k         | /⁠k⁠/              | Deutsch: klar             |
| ख          | ख्          | kh        | kh        | /⁠kʰ⁠/             | ≈Deutsch: kein            |
| ग          | ग्          | g         | g         | /⁠g⁠/              | Deutsch: groß             |
| घ          | घ्          | gh        | gh        | /⁠gʰ⁠/             | ≈Deutsch: gerne           |
| ङ          | ङ्          | ṅ         | ~N        | /⁠ŋ⁠/              | Deutsch: Ring             |
| च          | च्          | c         | ch        | /⁠c⁠/              | ≈Deutsch: Deutschland     |
| छ          | छ्          | ch        | chh       | /⁠cʰ⁠/             | ≈Deutsch: deutsch         |
| ज          | ज्          | j         | j         | /⁠ɟ⁠/              | ≈Englisch: joke           |
| झ          | झ्          | jh        | jh        | /⁠ɟʰ⁠/             | ≈Deutsch: Dschungel       |
| ञ          | ञ्          | ñ         | ~n        | /⁠ɲ⁠/              | Englisch: finch           |
| ट          | ट्          | ṭ         | T         | /⁠ʈ⁠/              | Amerikanisch-Eng: hurting |
| ठ          | ठ्          | ṭh        | Th        | /⁠ʈʰ⁠/             |                           |
| ड          | ड्          | ḍ         | D         | /⁠ɖ⁠/              | Amerikanisch-Eng: murder  |
| ढ          | ढ्          | ḍh        | Dh        | /⁠ɖʰ⁠/             |                           |
| ण          | ण्          | ṇ         | N         | /⁠ɳ⁠/              | Amerikanisch-Eng: hunter  |
| त          | त्          | t         | t         |                  | ≈Deutsch: Transport       |
| थ          | थ्          | th        | th        | /⁠t̪ʰ⁠/             | ≈Deutsch: Tomate          |
| द          | द्          | d         | d         | /⁠d̪⁠/              | ≈Deutsch: drei            |
| ध          | ध्          | dh        | dh        | /⁠d̪ʰ⁠/             | ≈Deutsch: dunkel          |
| न          | न्          | n         | n         | /⁠n⁠/              | ≈Deutsch: Name            |
| प          | प्          | p         | p         | /⁠p⁠/              | Deutsch: Platz            |
| फ          | फ्          | ph        | ph        | /⁠pʰ⁠/             | ≈Deutsch: Pik             |
| ब          | ब्          | b         | b         | /⁠b⁠/              | Deutsch: blau             |
| भ          | भ्          | bh        | bh        | /⁠bʰ⁠/             | ≈Deutsch: Bus             |
| म          | म्          | m         | m         | /⁠m⁠/              | Deutsch: mein             |
| य          | य्          | y         | y         | /⁠j⁠/              | Deutsch: Jude             |
| र          | र्          | r         | r         | /⁠ɻ⁠/              | Amerikanisch-Eng: tearing |
| ल          | ल्          | l         | l         | /⁠l⁠/              | Deutsch: lieben           |
| व          | व्          | v         | v         | /⁠ʋ⁠/              | ≈Deutsch: was             |
| श          | श्          | ś         | sh        | /⁠ɕ⁠/ oder /⁠ʃ⁠/     | Deutsch: Schaf            |
| ष          | ष्          | ṣ         | Sh        | /⁠ʂ⁠/              |                           |
| स          | स्          | s         | s         | /⁠s⁠/              | Deutsch: wissen           |
| ह          | ह्          | h         | h         | /⁠ɦ⁠/              | ≈Deutsch: heim            |

### Betonung
Sanskrit selbst ist eine Akzentsprache, im älteren Vedisch dagegen werden Silben durch einen sogenannten melodischen oder musikalischen Akzent betont, d. h., die betonte Silbe durch eine hörbar andere Tonhöhe (Modulation) markiert. Vedisch ist also eine gemäßigte Tonsprache. Indische Grammatiken definieren drei Töne (svara): udātta 'erhöht', anudātta 'nicht erhöht’ und svarita. In der Transliteration wird udātta üblicherweise mit einem Akut (´) und anudātta mit einem Gravis (`) angezeigt. Svarita tritt nur als Produkt euphonischer Vokalkombinationen auf und ist dadurch deutlich seltener als die beiden anderen Töne. Der Tonakzent ist im klassischen Sanskrit verloren gegangen (und wurde nur in vedischen Gesängen bewahrt).

### Lexikographische Ordnung
Die lexikographische Ordnung des Sanskrit, wie sie in den Wörterbüchern verwendet wird, entspricht bei den 16 vokalischen Shakti und den konsonantischen 25 konsonantischen Sparsha der Reihenfolge der Buchstaben in der traditionellen tabellarischen Form, wenn man zeilenweise von links nach rechts und von oben nach unten liest. Die Reihenfolge der Gruppen ist:
| Vokale (Shakti):           | a ā i ī u ū ṛ ṝ ḷ ḹ e ai o au ṁ ḥ                           |
| Okklusive (Sparsha):       | k kh g gh ṅ c ch g gh ñ ṭ ṭh ḍ ḍh ṇ t th d dh n p ph b bh m |
| Approximanten (Antahstha): | y r l v                                                     |
| Sibilanten (Ushman):       | ś ṣ s h                                                     |

### Sandhi
Sanskrit hat ein komplexes System phonologischer Regeln namens Sandhi und Samaas, die auch in der Schriftsprache (außer in sogenannten pada-Texten) wiedergegeben werden. Sandhi beschreibt die beim Kombinieren von Phonemen auftretenden Veränderungen, insbesondere an Wortgrenzen. Diese Vorgänge sind in jeder gesprochenen Sprache anzutreffen, im Sanskrit jedoch sind sie genau reguliert und kodifiziert.
Beispiele:
- a + u → o (Kathopanishad)
- o + i → avi
- t + c → cc (Saccit)

Der Anfang der Nala-Episode des Mahabharata lautet
āsīd rājā nalo nāma vīrasenasuto balī
upapanno guṇair iṣṭai rūpavān aśvakovidaḥ
(Es war ein König namens Nala, mächtiger Sohn des Virasena; mit begehrten Tugenden begabt, stattlich und gewandt im Umgang mit Pferden)
Ohne Sandhi hieße der Text:
āsīt rājā nalaḥ nāma vīrasenasutaḥ balī
upapannaḥ guṇaiḥ iṣṭaiḥ rūpavān aśvakovidaḥ
Anfängern und ungeübten Lesern können Sandhi erhebliche Schwierigkeiten beim Lesen von Sanskrittexten bereiten. Sie erzeugen außerdem Mehrdeutigkeiten, die von guten Dichtern genutzt werden, um Gedichte zu schreiben, die auf verschiedenartige und durchaus widersprüchliche Weisen gelesen werden können – je nachdem, wie der Leser die Sandhi auflöst.

### Schrift

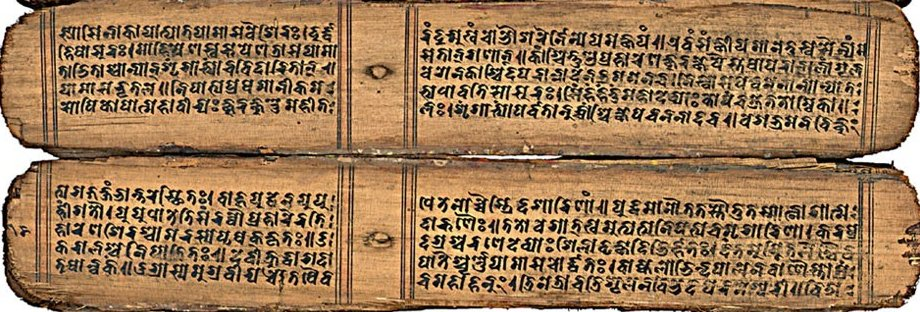
Devimahatmya in Sanskrit auf Palmblättern, Bihar oder Nepal, 11. Jahrhundert

Sanskrit hatte in seiner Geschichte keine besondere, mit ihm allein assoziierte Schrift. Ashoka benutzte die Brahmi-Schrift für seine Säuleninschriften (die nicht in Sanskrit, sondern in Prakrit-Dialekten und anderen Sprachen verfasst wurden). Ungefähr zur selben Zeit wie die Brahmi-Schrift wurde auch die Kharoshthi-Schrift benutzt. Später, etwa im vierten bis achten nachchristlichen Jahrhundert, war die aus der Brahmi-Schrift abgeleitete Gupta-Schrift vorherrschend in Gebrauch. Etwa im 8. Jahrhundert entwickelte sich aus dem Gupta die Sharada-Schrift, die vom 12. Jahrhundert an über Zwischenstufen wie Siddham wiederum durch Devanagari abgelöst wurde. Daneben wurde noch in zahlreichen anderen Schriften geschrieben, z. B. Kannada im Süden oder in bengalischer Schrift im Norden; diese unterscheiden sich aber nur in der Zeichengestalt und in der Hinzunahme einzelner Zeichen zur Darstellung neuer Laute, nicht aber im Grundprinzip von Devanagari.
Seit dem Mittelalter und insbesondere heute ist Devanāgarī ('die in der Stadt der Götter benutzte (Schrift)') die am weitesten verbreitete und gebräuchlichste Schrift für Sanskrit. Gelegentlich finden sich in Gegenden Indiens, in denen Devanagari nicht die übliche Gebrauchsschrift ist, noch Texte in lokalen Schriften.
Die Schrift kam erst relativ spät nach Indien und war auch dann nur von untergeordneter Bedeutung, da Wissen meist mündlich vermittelt und auswendig gelernt wurde. Nach Thomas William Rhys Davids könnte die Schrift von Händlern aus dem Nahen Osten nach Indien gebracht worden sein. Sanskrit, das ausschließlich zu sakralen Zwecken benutzt wurde, blieb jedoch bis weit in die klassische Periode Indiens eine rein mündliche Sprache.
Alle fürs Sanskrit verwendeten indischen Schriften sind Silbenschriften und werden von links nach rechts geschrieben. Sie stammen über semitische Zwischenstufen, wie auch die europäischen Schriften (Griechisch, Latein, Kyrillisch), wahrscheinlich von der phönizischen Schrift ab und sind nicht mit dem ostasiatischen Schriftkreis verwandt. Einige Gelehrte vermuten jedoch, dass die Herausbildung der japanischen Kana, die der Form nach auf chinesischen Schriftzeichenvorbildern beruhen, durch die Kenntnis der indischen Siddhamschrift bei den japanischen Buddhisten angeregt wurde.
Seit dem 19. Jahrhundert gibt es auch eine Transliteration des Sanskrit in lateinischer Umschrift. Die gebräuchlichste Umschrift ist gegenwärtig IAST (International Alphabet of Sanskrit Transliteration), der akademische Standard seit 1912. Andere Transliterationssysteme wurden entwickelt, um die Schwierigkeiten bei Anzeige und Druck der notwendigen Sonderzeichen für Sanskrit zu umgehen, so etwa das früher gängige Harvard-Kyoto und ITRANS, ein verlustloses Transliterationssystem, das vor allem im Internet weite Verbreitung findet.
In der Wissenschaft verwendet man für die Transkription und Reproduktion ganzer Texte und längerer Ausschnitte entweder lateinische Umschrift oder Devanāgarī. Individuelle Namen und einzelne Wörter werden in Texten, die in europäischen Sprachen verfasst sind, meist in lateinischer Umschrift wiedergegeben. Für religiöse Zwecke bedient man sich aber bevorzugt der Devanagarischrift, manchmal auch zusammen mit Glossen in lateinischer Umschrift.

## Grammatik
Sanskrit ist wie Deutsch oder Latein eine flektierende Sprache, hat jedoch eine noch viel umfangreichere Flexionsmorphologie als diese: So gibt es zu jedem Verb im Präsens etwa 96 verschiedene Formen im Sanskrit, jedoch nur etwa 29 im Latein und im Neuhochdeutschen nur noch etwa acht. Viele Funktionen im Satz werden lediglich durch Suffixe bezeichnet (so z. B. Ort, Richtung, Herkunft, Passiv, Veranlassung, Möglichkeitsform, Wunsch, Verbot, …).
(Im Folgenden wird das IAST-Transliterationsschema benutzt.)

### Substantive
Die Deklination der Substantive im Sanskrit erfolgt nach
- drei Genera:
Maskulinum (puṃliṅga, männlich), Femininum (strīliṅga, weiblich), Neutrum (napuṃsakaliṅga, sächlich)
- drei Numeri:
Singular (ekavacana, Einzahl), Dual (dvivacana, Zweizahl), Plural (bahuvacana, Mehrzahl)
- acht Kasus:
Nominativ (prathamā): panthāḥ „der Pfad“, Akkusativ (dvitīyā): panthānam „den Pfad, auf den Pfad“, Instrumental (tṛtīyā): pathā „durch den Pfad“, Dativ (caturthī): pathe „dem Pfade, für den Pfad“, Ablativ (pañcamī): pataḥ „vom Pfade (her)“, Genitiv (ṣaṣṭhī): pataḥ „des Pfades“, Lokativ (saptamī): pathi „auf dem Pfade“, Vokativ (sambodhana): panthaḥ! „o Pfad!“

Artikel verwendet das Sanskrit nicht als verpflichtende Elemente. Das Demonstrativpronomen „tad“ und das Indefinitpronomen „kimcit“ werden aber oft optional als bestimmte oder unbestimmte Artikel eingesetzt.
Die Substantive im Sanskrit werden in vokalische und bukkalische (konsonantische) Stämme geteilt.

#### Vokalische Stämme
Zu den vokalischen Stämmen zählen
- Stämme auf a (Maskulina, Neutra)
- Stämme auf ā (Feminina)
- Stämme auf i (Maskulina, Feminina, Neutra)
- Stämme auf ī (Feminina)
- Stämme auf u (Maskulina, Feminina, Neutra)
- Stämme auf ū (Feminina)
- Stämme auf Diphthong (ai, au, o) (nur drei Substantive nach dieser Deklination: √rai „Besitz“, √nau „Schiff“, und √go „Kuh“).

Einen Überblick über die Deklinationsmuster der vokalischen Stämme gibt folgende Tabelle.
|                   |                       | a-Stamm             | a-Stamm           | ā-Stamm            | i-Stamm             | i-Stamm            | i-Stamm           | ī-Stamm       | ī-Stamm   |
| √kāma (m) (Liebe) | √rūpa (n) (Schönheit) | √bāla (f) (Mädchen) | √agni (m) (Feuer) | √vāri (n) (Wasser) | √mati (f) (Meinung) | √dhī (f) (Gedanke) | √nadī (f) (Fluss) |               |           |
| Singular          | Nominativ             | kāmaḥ               | rūpam             | bālā               | agniḥ               | vāri               | matiḥ             | dhīḥ          | nadī      |
| Singular          | Vokativ               | kāma                | rūpa              | bāle               | agne                | vār[i/e]           | mate              | dhīḥ          | nadi      |
| Singular          | Akkusativ             | kāmam               | rūpam             | bālām              | agnim               | vāri               | matim             | dhiyam        | nadīm     |
| Singular          | Instrumental          | kāmena              | rūpeṇa            | bālayā             | agninā              | vāriṇā             | matyā             | dhiyā         | nadyā     |
| Singular          | Dativ                 | kāmāya              | rūpāya            | bālāyai            | agnaye              | vāriṇe             | mat[aye/yai]      | dhi[ye/yai]   | nadyai    |
| Singular          | Ablativ               | kāmāt               | rūpāt             | bālāyāḥ            | agneḥ               | vāriṇāḥ            | mat[eḥ/yāḥ]       | dhi[yaḥ/yāḥ]  | nadyāḥ    |
| Singular          | Genitiv               | kāmasya             | rūpasya           | bālāyāḥ            | agneḥ               | vāriṇāḥ            | mat[eḥ/yāḥ]       | dhi[yaḥ/yāḥ]  | nadyāḥ    |
| Singular          | Lokativ               | kāme                | rūpe              | bālāyām            | agnau               | vāriṇi             | mat[au/yām]       | dhi[yi/yām]   | nadyām    |
| Dual              | Nominativ             | kāmau               | rūpe              | bāle               | agnī                | vāriṇī             | matī              | dhiyau        | nadyau    |
| Dual              | Vokativ               | kāmau               | rūpe              | bāle               | agnī                | vāriṇī             | matī              | dhiyau        | nadyau    |
| Dual              | Akkusativ             | kāmau               | rūpe              | bāle               | agnī                | vāriṇī             | matī              | dhiyau        | nadyau    |
| Dual              | Instrumental          | kāmābhyām           | rūpābhyām         | bālābhyām          | agnibhyām           | vāribhyām          | matibhyām         | dhībhyām      | nadībhyām |
| Dual              | Dativ                 | kāmābhyām           | rūpābhyām         | bālābhyām          | agnibhyām           | vāribhyām          | matibhyām         | dhībhyām      | nadībhyām |
| Dual              | Ablativ               | kāmābhyām           | rūpābhyām         | bālābhyām          | agnibhyām           | vāribhyām          | matibhyām         | dhībhyām      | nadībhyām |
| Dual              | Genitiv               | kāmayoḥ             | rūpayoḥ           | bālayoḥ            | agnyoḥ              | vāriṇoḥ            | matyoḥ            | dhiyoḥ        | nadiyoḥ   |
| Dual              | Lokativ               | kāmayoḥ             | rūpayoḥ           | bālayoḥ            | agnyoḥ              | vāriṇoḥ            | matyoḥ            | dhiyoḥ        | nadiyoḥ   |
| Plural            | Nominativ             | kāmāḥ               | rūpāṇi            | bālāḥ              | agnayaḥ             | vārīṇi             | matayaḥ           | dhiyaḥ        | nadyaḥ    |
| Plural            | Vokativ               | kāmāḥ               | rūpāṇi            | bālāḥ              | agnayaḥ             | vārīṇi             | matayaḥ           | dhiyaḥ        | nadyaḥ    |
| Plural            | Akkusativ             | kāmān               | rūpāṇi            | bālāḥ              | agnīn               | vārīṇi             | matīḥ             | dhiyaḥ        | nadīḥ     |
| Plural            | Instrumental          | kāmaiḥ              | rūpaiḥ            | bālābhiḥ           | agnibhiḥ            | vāribhiḥ           | matibhiḥ          | dhībhiḥ       | nadībhiḥ  |
| Plural            | Dativ                 | kāmebhyaḥ           | rūpebhyaḥ         | bālābhyaḥ          | agnibhyaḥ           | vāribhyaḥ          | matibhyaḥ         | dhībhyaḥ      | nadībhyaḥ |
| Plural            | Ablativ               | kāmebhyaḥ           | rūpebhyaḥ         | bālābhyaḥ          | agnibhyaḥ           | vāribhyaḥ          | matibhyaḥ         | dhībhyaḥ      | nadībhyaḥ |
| Plural            | Genitiv               | kāmānām             | rūpāṇām           | bālānām            | agnīnām             | vārīṇām            | matīnām           | dh[iyām/īnām] | nadīnām   |
| Plural            | Lokativ               | kameṣu              | rūpeṣu            | bālāsu             | agniṣu              | vāriṣu             | matiṣu            | dhīṣu         | nadīṣu    |

|                  |                    | u-Stamm          | u-Stamm         | u-Stamm           | ū-Stamm           | ū-Stamm           | Diphthong-Stamm | Diphthong-Stamm | Diphthong-Stamm |
| √vāyu (m) (Wind) | √madhu (n) (Honig) | √dhenu (f) (Kuh) | √bhū (f) (Erde) | √vadhū (f) (Frau) | √rai (f) (Besitz) | √nau (f) (Schiff) | √go (f) (Rind)  |                 |                 |
| Singular         | Nominativ          | vāyuḥ            | madhu           | dhenuḥ            | bhūḥ              | vadhūḥ            | rāḥ             | nauḥ            | gauḥ            |
| Singular         | Vokativ            | vāyo             | madh[u/o]       | dheno             | bhūḥ              | vadhu             | rāḥ             | nauḥ            | gauḥ            |
| Singular         | Akkusativ          | vāyum            | madhu           | dhenum            | bhuvam            | vadhūm            | rāyam           | nāvam           | gām             |
| Singular         | Instrumental       | vāyunā           | madhunā         | dhenvā            | bhuvā             | vadhvā            | rāyā            | nāvā            | gavā            |
| Singular         | Dativ              | vāyave           | madhune         | dhenave           | bhu[ve/vai]       | vadhvai           | rāye            | nāve            | gave            |
| Singular         | Ablativ            | vāyoḥ            | madhunāḥ        | dhen[oḥ/vāḥ]      | bhu[vaḥ/vāḥ]      | vadhvāḥ           | rāyaḥ           | nāvaḥ           | goḥ             |
| Singular         | Genitiv            | vāyoḥ            | madhunāḥ        | dhen[oḥ/vāḥ]      | bhu[vaḥ/vāḥ]      | vadhvāḥ           | rāyaḥ           | nāvaḥ           | goḥ             |
| Singular         | Lokativ            | vāyau            | madhuni         | dhen[au/vām]      | bhu[vi/vām]       | vadhvām           | rāyi            | nāvi            | gavi            |
| Dual             | Nominativ          | vāyū             | madhunī         | dhenū             | bhuvau            | vadhvau           | rāyau           | nāvau           | gāvau           |
| Dual             | Vokativ            | vāyū             | madhunī         | dhenū             | bhuvau            | vadhvau           | rāyau           | nāvau           | gāvau           |
| Dual             | Akkusativ          | vāyū             | madhunī         | dhenū             | bhuvau            | vadhvau           | rāyau           | nāvau           | gāvau           |
| Dual             | Instrumental       | vāyubhyām        | madhubhyām      | dhenubhyām        | bhūbhyām          | vadhūbhyām        | rābhyām         | naubhyām        | gobhyām         |
| Dual             | Dativ              | vāyubhyām        | madhubhyām      | dhenubhyām        | bhūbhyām          | vadhūbhyām        | rābhyām         | naubhyām        | gobhyām         |
| Dual             | Ablativ            | vāyubhyām        | madhubhyām      | dhenubhyām        | bhūbhyām          | vadhūbhyām        | rābhyām         | naubhyām        | gobhyām         |
| Dual             | Genitiv            | vāyvoḥ           | madhunoḥ        | dhenvoḥ           | bhuvoḥ            | vadhvoḥ           | rāyoḥ           | nāvoḥ           | gavoḥ           |
| Dual             | Lokativ            | vāyvoḥ           | madhunoḥ        | dhenvoḥ           | bhuvoḥ            | vadhvoḥ           | rāyoḥ           | nāvoḥ           | gavoḥ           |
| Plural           | Nominativ          | vāyavaḥ          | madhūni         | dhenavaḥ          | bhuvaḥ            | vadhvaḥ           | rāyaḥ           | nāvaḥ           | gāvaḥ           |
| Plural           | Vokativ            | vāyavaḥ          | madhūni         | dhenavaḥ          | bhuvaḥ            | vadhvaḥ           | rāyaḥ           | nāvaḥ           | gāvaḥ           |
| Plural           | Akkusativ          | vāyūn            | madhūni         | dhenūḥ            | bhuvaḥ            | vadhūḥ            | rāyaḥ           | nāvaḥ           | gāḥ             |
| Plural           | Instrumental       | vāyubhiḥ         | madhubhiḥ       | dhenubhiḥ         | bhūbhiḥ           | vadhūbhiḥ         | rābhiḥ          | naubhiḥ         | gobhiḥ          |
| Plural           | Dativ              | vāyubhyaḥ        | madhubhyaḥ      | dhenubhyaḥ        | bhūbhyaḥ          | vadhūbhyaḥ        | rābhyaḥ         | naubhyaḥ        | gobhyaḥ         |
| Plural           | Ablativ            | vāyubhyaḥ        | madhubhyaḥ      | dhenubhyaḥ        | bhūbhyaḥ          | vadhūbhyaḥ        | rābhyaḥ         | naubhyaḥ        | gobhyaḥ         |
| Plural           | Genitiv            | vāyūnām          | madhūnām        | dhenūnām          | bh[uvām/ūnām]     | vadhūnām          | rāyām           | nāvām           | gavām           |
| Plural           | Lokativ            | vāyuṣu           | madhuṣu         | dhenuṣu           | bhūṣu             | vadhūṣu           | rāṣu            | nauṣu           | goṣu            |

#### Bukkalische Stämme
Man kann die Nomina mit bukkalischen Stämmen unterteilen in
- einstämmige Nomen, welche in allen Kasus denselben Stamm haben. Zu ihnen gehören:
  - Wurzelnomen, das sind einsilbige Stämme, an welche direkt die Kasusendung gehängt wird
  - zweisilbige Stämme auf Verschlusslaut oder Affrikate
  - zwei- oder mehrsilbige Stämme auf -as/-is/-us
- mehrstämmige Nomen. Zu ihnen gehören Stämme:
  - auf -(a)nt
  - auf -(a)n
  - auf -(i)n
  - auf -ar/-ṛ
  - auf -iyaṁs/-iyas
  - auf -vaṁs/-uṣ
  - auf -añc

#### Komposita
Die nominale Komposition ist insbesondere für die späteren Formen der Sprache charakteristisch. Hierbei erscheinen in der Regel sämtliche Glieder bis auf das letzte in einer unflektierten Form. Die verschiedenen Kompositaformen sind Dvandva, Tatpurusha, Karmadharaya und Bahuvrihi. Diese Sanskritbezeichnungen sind auch als Fachausdrücke in der allgemeinen Linguistik gebräuchlich.
Bei den Dvandva (Kopulativkomposita) handelt es sich an eine Aneinanderkettung von Substantiven, die im Deutschen durch „und“ verbunden wären. Das Genus richtet sich dabei nach dem Schlussglied, der Numerus ist die Gesamtzahl der bezeichneten Objekte. ācāryaśiṣyau heißt: Lehrer (ācārya, Nominativ Singular ācāryaḥ) und Schüler (śiṣa, Nominativ Singular śiṣaḥ, Nominativ Dual śiṣau). Da es zwei Personen sind, steht der Ausdruck im Dual. aśvagajabālanarā nṛtyanti Pferde, Elefanten, Jungen und Männer tanzen (aśva Pferd, gaja Elefant, bāla Junge, nara Mann, Nominativ Plural im Sandhi vor n narā). Das Dvandva steht in der indischen Tradition in besonderem Ansehen; Krishna sagt in Vers 10.33 der Bhagavad-Gita „Unter den Schriftzeichen bin ich das A, unter den Komposita das Dvandva“.
Die Tatpurusha (Determinativkomposita, wörtlich „sein Mann“) entsprechen der häufigsten Form der Komposita im Deutschen: Das Vorderglied steht in einem grammatisch nicht explizit bezeichneten „Kasus“-Bezug zum Schlussglied (das auch ein Adjektiv oder Partizip sein kann): Akkusativ (grāmagata ins Dorf gegangen), Instrumental (devadatta von Gott gegeben), Dativ (varṇasukha dem Ohr angenehm), Ablativ (svargapatita vom Himmel gefallen), Genitiv (rājakanyā Königstochter), Lokativ (saṃgarānta Tod im Kampf).
Karmadharaya (Appositionskomposita) sind Tatpurusha, bei denen das Vorderglied im selben Kasus wie das Hauptglied steht (cauravījanaḥ Diebsleute).
Bahuvrihi (exozentrische Komposita, wörtlich „viel Reis (besitzend)“) bezeichnen eine Eigenschaft, die eine Person hat. Sie bilden Adjektive, die in allen drei Geschlechtern auftreten können, unabhängig vom Geschlecht der Kompositionsglieder. Im Deutschen entsprechen diesen Formen Bildungen auf -ig. (Viṣṇurūpa, vishnugestaltig, in der Gestalt des Vishnu, als Vishnu verkleidet)

### Pronomina
Ähnlich wie andere indogermanische Sprachen weist auch das Sanskrit bei der Flexion der Pronomina Besonderheiten zur Flexion der Substantiva auf.
Die Charakteristika der Pronominalen Flexion des Sanskrit sind im Wesentlichen folgende:
Die Form des Neutrums endet im Nom./Akk. Sg. meist auf -d, im absoluten Auslaut gemäß den Gesetzmäßigkeiten des [Sandhi] als -t verwirklicht (tat „das“, „dieses“; id-am „dieses“).
Dativ, Ablativ und Lokativ Singular werden bei den Formen der Maskulina und Neutra mit Hilfe eines Einschubes -sm gebildet (Dat. Sg. m./n. tasmai devāya „diesem Gott“, Abl. Sg. m./n. tasmāt devāt „von diesem Gott“, Lok. Sg. m./n. tasmin deve „in diesem Gott“).
Feminina bilden Genitiv, Dativ, Ablativ und Lokativ Singular mit Hilfe einer Erweiterung -sy (Gen. Sg. f. tasyāh devyāh „dieser Göttin“, Dat. Sg. f. tasyai devyai „dieser Göttin“,Abl. Sg. f. tasyāh devyāh „von dieser Göttin“, Lok. Sg. f.tasyām devyām „in dieser Göttin“).
Der Genitiv Plural endet auf -sām bzw. -shām (z. B. teshām devānām „dieser Götter“).

### Verben
Die Konjugation der Verben im Sanskrit hat folgende Kategorien:
- Drei Genera Verbi:
Aktiv (Parasmaipada) („er sieht“), Medium (Atmanepada) („er sieht sich / er wird gesehen“) und Passiv („er wird gesehen“), welches jedoch in der Regel durch das Medium repräsentiert wird (auch in unpersönlicher Form: „Es soll gegangen werden“ = höfliche Form für „Geht bitte!“)

- Fünf Tempora:
Präsens, Imperfekt, Futur, Aorist, Perfekt. Zur Bildung der Tempora gibt es vier Tempusstämme:

- Präsensstamm für Präsens und Imperfekt
- Futurstamm für Futur
- Aoriststamm für Aorist
- Perfektstamm für Perfekt

- Fünf Modi:
Indikativ, Potentialis (Optativ), Imperativ, Prekativ und Konditionalis.[10]
Der Prekativ ist der Optativ im Aorist, wobei in dieser Form der ausgedrückte Wunsch gegenüber dem Optativ Präsens stärker formuliert wird. Außerdem finden sich Reste eines vierten Modus, des Injunktivs in der Aoristform, welche Prohibitiv genannt wird („geh nicht!“). Im Vedischen hatte der Injunktiv noch viel weitreichendere Bedeutung.

- Drei Numeri:
Singular (ekavacana), Dual (dvivacana), Plural (bahuvacana)

- Drei Personen je Numerus:
1. Person (prathamapuruṣa), 2. Person (madhyamapuruṣa), 3. Person (uttamapuruṣa). In traditioneller Sanskritgrammatik ist die 1. Person „Er/Sie/Es“ (Sg.) / „Sie“ (Pl.) und die 3. Person „Ich“ / „Wir“ (Sg./Pl.).

#### Präsenssystem
Die Verben des Sanskrit wurden von den alten indischen Grammatikern in 10 Klassen zur Formbildung im Präsenssystem eingeteilt. Viele Verben können nach mehreren Präsensklassen flektiert werden. Man vermutet, dass diese Klassen ursprünglich auch semantische Unterschiede kennzeichneten. Im Sanskrit gibt es meist jedoch keine Bedeutungsdifferenzierung mehr (z. B. bibharti (3. Kl.) und bharati (1. Kl.) sind synonym). Die 10 Klassen kann man in athematische und thematische Klassen kategorisieren. Thematisch bedeutet dabei, dass der Stamm mittels eines Themavokals – im Sanskrit a als letzter Vokal des Stammes – gebildet wird. Bei athematischen Stämmen erfolgt die Bildung anders. Nach Zählung der indischen Grammatiker hat man folgende Präsensklassen:
1. Präsensklasse: thematisch, Themavokal a tritt an vollstufige Wurzel. Bsp. √bhṛ, Vollstufe √bhar, bharati („er trägt“)
2. Präsensklasse: athematisch, Stamm ist identisch mit Wurzel. Bsp. √as, asti („er ist“)
3. Präsensklasse: athematisch, Stamm wird mit Reduplikation gebildet, Bsp. √dhā, dadhāti („er legt“)
4. Präsensklasse: thematisch, Suffix ya tritt an die vollstufige Wurzel, wenn der Wurzelsonant a ist, sonst an die schwundstufige Wurzel. Bsp. √pś, paśyati („er sieht“)
5. Präsensklasse: athematisch, Suffix nu/no tritt an die Wurzel, Bsp. √stṛ, stṛnoti („er streut“), stṛnumaḥ („wir streuen“), stṛnvanti („sie streuen“)
6. Präsensklasse: thematisch, Themavokal a tritt an die schwundstufige Wurzel. Bsp. √tud, tudati („er stößt“)
7. Präsensklasse: athematisch, die Wurzel wird durch Infix na/n ergänzt. Bsp. √yuj, Stamm: yunaj, yunakti („er verbindet“)
8. Präsensklasse: athematisch, Suffix o/u tritt an die Wurzel, Bsp. √kṛ, karoti („er macht“)
9. Präsensklasse: athematisch, Suffix nā/nī tritt an die Wurzel, Bsp. √pū, pūnati („er reinigt“)
10. Präsensklasse: thematisch, Suffix aya tritt an die Wurzel. Bsp. √pūj, pūjayati („er ehrt“), √cur, Vollstufe √cor, corayati („er stiehlt“), √du, Dehnstufe √dāv, dāvayati („er brennt“)

Mit den so gebildeten Stämmen können im Präsenssystem die Präsens- und Imperfektformen im Aktiv und Medium gebildet werden. Die folgende Tabelle zeigt die Präsens- und Imperfektkonjugation für die 1. Präsensklasse am Beispiel des Verbs √bhṛ (tragen).
|           |          |           | Präsens     | Präsens       | Präsens      | Präsens         | Imperfekt      |
| Indikativ | Optativ  | Imperativ | Prohibitiv  | Indikativ     |              |                 |                |
| --------- | -------- | --------- | ----------- | ------------- | ------------ | --------------- | -------------- |
| Aktiv     | Singular | 1. Person | bhar-ā-mi   | bhar-e-yam    | bhar-ā-ni    | mā bhar-a-m     | a-bhar-a-m     |
| Aktiv     | Singular | 2. Person | bhar-a-si   | bhar-e-ḥ      | bhar-a       | mā bhar-a-ḥ     | a-bhar-a-ḥ     |
| Aktiv     | Singular | 3. Person | bhar-a-ti   | bhar-e-t      | bhar-a-tu    | mā bhar-a-t     | a-bhar-a-t     |
| Aktiv     | Dual     | 1. Person | bhar-ā-vaḥ  | bhar-e-va     | bhar-ā-va    | mā bhar-ā-va    | a-bhar-ā-va    |
| Aktiv     | Dual     | 2. Person | bhar-a-thaḥ | bhar-e-tam    | bhar-a-tam   | mā bhar-a-tam   | a-bhar-a-tam   |
| Aktiv     | Dual     | 3. Person | bhar-a-taḥ  | bhar-e-tām    | bhar-a-tām   | mā bhar-a-tām   | a-bhar-a-tām   |
| Aktiv     | Plural   | 1. Person | bhar-ā-maḥ  | bhar-e-ma     | bhar-ā-ma    | mā bhar-ā-ma    | a-bhar-ā-ma    |
| Aktiv     | Plural   | 2. Person | bhar-a-tha  | bhar-e-ta     | bhar-a-ta    | mā bhar-a-ta    | a-bhar-a-ta    |
| Aktiv     | Plural   | 3. Person | bhar-a-nti  | bhar-e-yuḥ    | bhar-a-ntu   | mā bhar-a-n     | a-bhar-a-n     |
| Medium    | Singular | 1. Person | bhar-e      | bhar-e-ya     | bhar-ai      | mā bhar-e       | a-bhar-e       |
| Medium    | Singular | 2. Person | bhar-a-se   | bhar-e-thāḥ   | bhar-a-sva   | mā bhar-a-thāḥ  | a-bhar-a-thāḥ  |
| Medium    | Singular | 3. Person | bhar-a-te   | bhar-e-ta     | bhar-a-tām   | mā bhar-a-ta    | a-bhar-a-ta    |
| Medium    | Dual     | 1. Person | bhar-ā-vahe | bhar-e-vahi   | bhar-ā-vahai | mā bhar-ā-vahi  | a-bhar-ā-vahi  |
| Medium    | Dual     | 2. Person | bhar-ethe   | bhar-e-yāthām | bhar-e-thām  | mā bhar-e-thām  | a-bhar-e-thām  |
| Medium    | Dual     | 3. Person | bhar-e-te   | bhar-e-yātām  | bhar-e-tām   | mā bhar-e-tām   | a-bhar-e-tām   |
| Medium    | Plural   | 1. Person | bhar-ā-mahe | bhar-e-mahi   | bhar-ā-mahai | mā bhar-ā-mahi  | a-bhar-ā-mahi  |
| Medium    | Plural   | 2. Person | bhar-a-dhve | bhar-e-dhvam  | bhar-a-dhvam | mā bhar-a-dhvam | a-bhar-a-dhvam |
| Medium    | Plural   | 3. Person | bhar-a-nte  | bhar-e-ran    | bhar-a-ntām  | mā bhar-a-nta   | a-bhar-a-nta   |

Man beachte das Augment a im Imperfekt, das dem Stamm vorangesetzt wird. Auch der Prohibitiv wird vom Präsensstamm gebildet, er entspricht der Form nach dem Imperfekt ohne Augment und existiert im Sanskrit nur noch in der verneinten Form (mā) des ehemaligen Injunktivs.
Neben den oben genannten primären Stämmen (Präsensstamm, Futurstamm, Perfektstamm, Aoriststamm) für die Tempora gibt es noch weitere sekundäre Stammformen für den Passiv, Kausativ, Desiderativ, Intensiv und Denominativ.
Das Passiv besitzt im Präsens einen besonderen Stamm, der mit dem Suffix ya gebildet wird, welches direkt an die (schwundstufige) Wurzel tritt. Die Personalendungen sind identisch mit den Medialendungen im Präsens. Obige Tabelle kann also folgendermaßen ergänzt werden.
|           |          |           | Präsens      | Präsens        | Präsens       | Präsens          | Imperfekt       |
| Indikativ | Optativ  | Imperativ | Prohibitiv   | Indikativ      |               |                  |                 |
| --------- | -------- | --------- | ------------ | -------------- | ------------- | ---------------- | --------------- |
| Passiv    | Singular | 1. Person | bhri-ye      | bhri-ye-ya     | bhri-yai      | mā bhri-ye       | a-bhri-ye       |
| Passiv    | Singular | 2. Person | bhri-ya-se   | bhri-ye-thāḥ   | bhri-ya-sva   | mā bhri-ya-thāḥ  | a-bhri-ya-thāḥ  |
| Passiv    | Singular | 3. Person | bhri-ya-te   | bhri-ye-ta     | bhri-ya-tām   | mā bhri-ya-ta    | a-bhri-ya-ta    |
| Passiv    | Dual     | 1. Person | bhri-yāva-he | bhri-ye-vahi   | bhri-yā-vahai | mā bhri-yā-vahi  | a-bhri-yā-vahi  |
| Passiv    | Dual     | 2. Person | bhri-ye-the  | bhri-ye-yāthām | bhri-ye-thām  | mā bhri-ye-thām  | a-bhri-ye-thām  |
| Passiv    | Dual     | 3. Person | bhri-ye-te   | bhri-ye-yātām  | bhri-ye-tām   | mā bhri-ye-tam   | a-bhri-ye-tam   |
| Passiv    | Plural   | 1. Person | bhri-yā-mahe | bhri-ye-mahi   | bhri-yā-mahai | mā bhri-yā-mahi  | a-bhri-yā-mahi  |
| Passiv    | Plural   | 2. Person | bhri-ya-dhve | bhri-ye-dhvam  | bhri-ya-dhvam | mā bhri-ya-dhvam | a-bhri-ya-dhvam |
| Passiv    | Plural   | 3. Person | bhri-ya-nte  | bhri-ye-ran    | bhri-ya-ntām  | mā bhri-ya-nta   | a-bhri-ya-nta   |

Der Kausativ wird in der Regel mit dem Suffix aya gebildet, welches an die Verbalwurzel tritt. Zum Beispiel wird aus karoti („er macht“) kār-aya-ti („er lässt machen“).
Der Desiderativ ist meist gekennzeichnet durch Reduplikation der Wurzel und des Suffix sa. Zum Beispiel wird aus karoti („er macht“) ci-kīr-ṣa-ti („er wünscht zu tun“). Dies kann auch mit dem Kausativ kombiniert werden, z. B. wird aus kār-aya-ti (er lässt machen) ci-kār-ay-i-ṣa-ti („er wünscht machen zu lassen“).
Der Intensiv (auch Frequentativ genannt) bezeichnet eine wiederholte oder besonders intensive Tätigkeit. Bei Verben der Bewegung bedeutet er so viel wie „hin und her“. Gebildet wird der Intensiv durch eine besondere Reduplikation und das Suffix ya mit medialer Flexion bei thematischen Stämmen, ansonsten ohne Suffix und aktiver Flexion bei athematischen Stämmen. Zum Beispiel wird aus bhramati („er schweift umher“) baṃ-bhram-ya-te („er schweift kreuz und quer umher“).

#### Futursystem
Der Futurstamm des einfachen Futurs und des Konditionals wird mit dem Suffix -sya gebildet, welches bei Verben der 1.–9. Klasse an die vollstufige Wurzel gesetzt wird, gegebenenfalls mit Bindevokal i. Aus √bhṛ wird also bhar-i-ṣya. Bei Verben der 10. Klasse wird das Suffix an den Präsensstamm gesetzt, z. B. wird aus √cur mit dem Präsensstamm cor-aya der Futurstamm coray-i-ṣya.
Neben dem einfachen Futur gibt es noch das periphrastische Futur. Es wird wie bei den Nomina Agentis mit dem Suffix tar gebildet und Formen der Wurzel √as („sein“).
Alle Passivformen sind identisch mit dem Medium. Die nachfolgende Tabelle gibt einen Überblick über alle Formen des Futurstamms.
|                 |               |                        | Indikativ       | Indikativ          | Indikativ    |
| einfaches Futur | Konditional   | periphrastisches Futur |                 |                    |              |
| √bhṛ (tragen)   | √bhṛ (tragen) | √kṛ (tun/Täter sein)   |                 |                    |              |
| --------------- | ------------- | ---------------------- | --------------- | ------------------ | ------------ |
| Aktiv           | Singular      | 1. Person              | bhar-i-ṣyā-mi   | a-bhar-i-ṣya-m     | kar-tā-smi   |
| Aktiv           | Singular      | 2. Person              | bhar-i-ṣya-si   | a-bhar-i-ṣya-ḥ     | kar-tā-si    |
| Aktiv           | Singular      | 3. Person              | bhar-i-ṣya-ti   | a-bhar-i-ṣya-t     | kar-tā       |
| Aktiv           | Dual          | 1. Person              | bhar-i-ṣyā-vaḥ  | a-bhar-i-ṣyā-va    | kar-tā-svaḥ  |
| Aktiv           | Dual          | 2. Person              | bhar-i-ṣya-thaḥ | a-bhar-i-ṣya-tam   | kar-tā-sthaḥ |
| Aktiv           | Dual          | 3. Person              | bhar-i-ṣya-taḥ  | a-bhar-i-ṣya-tām   | kar-tār-au   |
| Aktiv           | Plural        | 1. Person              | bhar-i-ṣyā-maḥ  | a-bhar-i-ṣyā-ma    | kar-tā-smaḥ  |
| Aktiv           | Plural        | 2. Person              | bhar-i-ṣya-tha  | a-bhar-i-ṣya-ta    | kar-tā-stha  |
| Aktiv           | Plural        | 3. Person              | bhar-i-ṣya-nti  | a-bhar-i-ṣya-n     | kar-tār-aḥ   |
| Medium & Passiv | Singular      | 1. Person              | bhar-i-ṣy-e     | a-bhar-i-ṣy-e      | kar-tā-he    |
| Medium & Passiv | Singular      | 2. Person              | bhar-i-ṣya-se   | a-bhar-i-ṣya-thāḥ  | kar-tā-se    |
| Medium & Passiv | Singular      | 3. Person              | bhar-i-ṣya-te   | a-bhar-i-ṣya-ta    | kar-tā       |
| Medium & Passiv | Dual          | 1. Person              | bhar-i-ṣyā-vahe | a-bhar-i-ṣyā-vahi  | kar-tā-svahe |
| Medium & Passiv | Dual          | 2. Person              | bhar-i-ṣy-ethe  | a-bhar-i-ṣy-ethām  | kar-tā-sāthe |
| Medium & Passiv | Dual          | 3. Person              | bhar-i-ṣy-ete   | a-bhar-i-ṣy-etām   | kar-tār-au   |
| Medium & Passiv | Plural        | 1. Person              | bhar-i-ṣyā-mahe | a-bhar-i-ṣyā-mahi  | kar-tā-smahe |
| Medium & Passiv | Plural        | 2. Person              | bhar-i-ṣya-dhve | a-bhar-i-ṣya-dhvam | kar-tā-dhve  |
| Medium & Passiv | Plural        | 3. Person              | bhar-i-ṣya-nte  | a-bhar-i-ṣya-nta   | kar-tār-aḥ   |

#### Aoristsystem
Die Zeitform des Aorist taucht im klassischen Sanskrit im Indikativ, im Prekativ und im Prohibitiv auf. Es gibt sieben verschiedene Arten, den Verbstamm für den Aorist zu bilden:
- Wurzelaorist
- thematischer Aorist
- reduplizierter Aorist
- athematischer s-Aorist
- athematischer iṣ-Aorist
- athematischer siṣ-Aorist
- thematischer s-Aorist

#### Perfektsystem
Das Perfekt im Sanskrit tritt in Form des einfachen Perfekts und des periphrastischen Perfekts auf. Das Tempus des Perfekts gibt es nur im Indikativ. Das einfache Perfekt ist die verbreitetste Form und wird von den meisten Wurzeln gebildet. Hierbei wird der Perfektstamm durch Reduplikation und gegebenenfalls durch Stammabstufung gebildet. Die konjugierte Form erhält besondere Perfektendungen. Das periphrastische Perfekt wird bei Kausativen, Desiderativen, Denominativen und Wurzeln mit prosodisch langem anlautenden Vokal (außer a/ā) verwendet. Nur wenige Wurzeln können sowohl das einfache als auch das periphrastische Perfekt bilden. Diese sind √bhṛ (tragen), √uṣ (brennen), √vid (wissen), √bhi (sich fürchten), √hu (opfern).

#### Partizipien
Es gibt Partizipien in den verschiedenen Tempusstämmen im Aktiv und im Medium: Das Partizip Präsens Aktiv auf -ant und Medium auf -māna erinnern an die entsprechenden Formen im Lateinischen und Griechischen. Eine besondere Rolle spielt das Partizip Perfekt Passiv oder Partizipium Präteriti (Die Bezeichnung „Passiv“ trifft nur auf transitive Verben zu) bei dem -ta oder -na an die Verbwurzel gehängt werden, (vgl. die entsprechenden Formen im Deutschen auf -t oder -en oder das Verbaladjektiv im Griechischen auf -tos).

#### Infinitiv und Absolutiv
Aus einem alten Verbalsubstantiv auf -tu sind als undeklinierbare Formen der Akkusativ auf -tum als Infinitiv und der Instrumental auf -tvā als Absolutiv erhalten (vgl. das Lateinische Supinum). Der Absolutiv bezeichnet die Abfolge von Handlungen; im Deutschen entspricht dem eine Konstruktion mit „nachdem“. Z. B. gṛham tyaktvā vane paribhramati: „Nach Verlassen des Hauses wandert er im Wald umher“.

## Sprachgebrauch
In den nachchristlichen Jahrhunderten entwickelte sich Sanskrit weiter zur kanonischen Gelehrten- und Literatursprache. Die von Pāṇini festgelegten Regeln wurden sorgfältig eingehalten; der Charakter der Sprache selbst änderte sich aber durch den Einfluss der im Alltag gesprochenen Prakrit-Sprachen fundamental.
Die verschiedenen Vergangenheitsformen des Verbs (Imperfekt, Aorist, Perfekt) hatten ihre Bedeutungsunterschiede verloren und bezeichneten unterschiedslos die Vergangenheit. Darüber hinaus gingen alle drei Formen zugunsten Partizipial- und Absolutivkonstruktion zurück: Statt „der Zimmermann fragte“ (rathakāra apṛcchat, Substantiv im Nominativ, Verb in der dritten Person Indikativ Imperfekt aktiv) sagt man jetzt lieber „vom Zimmermann (ist) gefragt worden“ (rathakārena pṛṣṭa, Substantiv im Instrumental, Verb im Partizip Perfekt Passiv). Diese Bildung ist in den späteren indoarischen Sprachen zur Standard-Vergangenheitsform geworden (so dass das Subjekt eines Satzes in der Vergangenheit ein besonderes Suffix erhält, das aus der alten Instrumentalendung entstanden ist).
Anstelle der zahlreichen Substantivkasus werden nun lieber ausgedehnte Komposita verwendet (bis zu 30 Komponenten kommen vor). Die grammatischen Relationen der Bestandteile ergeben sich aus der Wortstellung und dem Zusammenhang; Zweideutigkeiten werden dabei als poetisches Ausdrucksmittel bewusst eingesetzt.
Dies gibt den Sanskrittexten einen gänzlich anderen Charakter, als es zunächst der Reichtum an Flexionsformen erwarten lässt.

### Lehrbücher und Grammatiken
- Franz Bopp: Ausführliches Lehrgebäude der Sanskrita-Sprache. Berlin 1827 (Digitalisat).
- Georg Bühler: Leitfaden für den Elementarkursus des Sanskrit. 2. Auflage. Wien 1927 (Nachdruck: Wissenschaftliche Buchgesellschaft, Darmstadt 1988, ISBN 3-534-04102-X). archive.org
- Jan Gonda: Kurze Elementar-Grammatik der Sanskrit-Sprache. Brill, Leiden 1941, 4. Aufl. 1963.
- Berthold Delbrück: Altindische Syntax. Halle 1888 (Nachdruck: Wissenschaftliche Buchgesellschaft, Darmstadt 1988, ISBN 3-534-04105-4).
- Franz Kielhorn: Grammatik der Sanskrit-Sprache. Dümmler, Berlin 1888, Sanskritweb. (PDF).
- Manfred Mayrhofer: Sanskrit-Grammatik mit sprachvergleichenden Erläuterungen. Walter de Gruyter, Berlin 1978, ISBN 978-3-11-007177-1.
- Wolfgang Morgenroth: Lehrbuch des Sanskrit. Grammatik, Lektionen, Glossar. Verlag Enzyklopädie, Leipzig 1973 (6. Aufl. 1989, ISBN 3-324-00288-5).
- Pāṇini: Grammatik. Hrsg., übers. und mit Indices versehen von Otto von Böhtlingk. Haessel, Leipzig 1887. Erste und überaus einflussreiche Grammatik des Sanskrit aus dem 6. Jh. v. Chr. archive.org.
- Adolf Friedrich Stenzler: Elementarbuch der Sanskrit-Sprache. 7. Auflage 1902, 9. Auflage 1915 Grammatik (PDF; 5,3 MB), Lektüretexte und Wörterbuch (PDF; 4,4 MB).
- Ulrich Stiehl: Sanskrit-Kompendium. Ein Lehr-, Übungs- und Nachschlagewerk. Devanagari-Ausgabe. Hüthig Jehle Rehm, Heidelberg 4. Auflage 2007, ISBN 978-3-87081-539-4.

Englische Titel
- Thomas Egenes: Introduction to Sanskrit. 2 Bände. Motilal Banarsidass, Delhi 2000.
- Walter H. Maurer: The Sanskrit Language. Routledge, London / New York 2009, ISBN 978-0-415-49143-3.

### Wörterbücher
- Otto von Böhtlingk: Sanskrit-Wörterbuch. Hrsg. von der Kaiserlichen Akademie der Wissenschaften. 7 Bände. St. Petersburg 1855–1875. Neudruck: Zeller, Osnabrück 1966. Bekannt als „Großes Petersburger Wörterbuch“ (PW).
- Otto von Böhtlingk: Sanskrit-Wörterbuch in kürzerer Fassung. Hrsgg. von der Kaiserlichen Akademie der Wissenschaften. St. Petersburg 1879–1889. Neudruck: 3 Bde. Akademische Druck- und Verlagsanstalt, Graz 1959. Bekannt als „Kleines Petersburger Wörterbuch“ (PW). Digitalisate: Band 1–4 – Internet Archive, Band 5-7 – Internet Archive
- Carl Cappeller: Sanskrit-Wörterbuch. Straßburg 1887. Nachdruck: de Gruyter, Berlin 1966. (im Wesentlichen ein Auszug aus den Petersburger Wörterbüchern)
- Hermann Graßmann: Wörterbuch zum Rig-Veda. Leipzig 1873. 6., bearb. und erg. Aufl. Harrassowitz, Wiesbaden 1964.
- Werner Knobl (Kyoto): Zwei Studien zu Wörtern des Sanskrit; Journal of the Naritasan Institute for Buddhist Studies, Sonderdruck aus Band VI, 1981, Japan
- Klaus Mylius: Sanskrit – Deutsch, Deutsch – Sanskrit. Wörterbuch. Harrassowitz, Wiesbaden 2005, ISBN 3-447-05143-4.
- Richard Schmidt: Nachträge zum Sanskrit-Wörterbuch in kürzerer Fassung von Otto Böhtlingk . Harrassowitz, Leipzig 1928, urn:nbn:de:bvb:12-bsb10930595-2
- Vaman Shivram Apte: The practical Sanskrit-English dictionary, containing appendices on Sanskrit prosody and important literary & geographic names in the ancient history of India. 4. erw. Auflage. Motilal Banarsidass, Delhi 1978.